# ライン滝
ライン滝（ドイツ語: Rheinfall）は、スイス北部、シャフハウゼン近くのノイハウゼン・アム・ラインファルとラウフェン＝ウーヴィーゼンの間にある、シャフハウゼン州とチューリッヒ州の境界、「高ライン」と呼ばれるライン川の上流域にある滝である。

## 概要
高さは約23メートルしかないが、横幅が約150メートルある。雪解けシーズンの春が最も水量が多い。この滝を利用した水力発電が19世紀後半より始められ、近隣の街であるシャフハウゼンの工業化にも貢献した。滝の下流のラウフェン城（左岸）とヴェルト小城（右岸）から観光船が出されており、滝の近くまで接近することが可能。観光名所としても近隣地域の発展に寄与している。このライン滝より下流は海まですべて船舶の航行が可能であり、シャフハウゼンはライン滝を通過する荷物の積み替え港として繁栄した都市である。

全体像、右にラウフェン城（英語版）
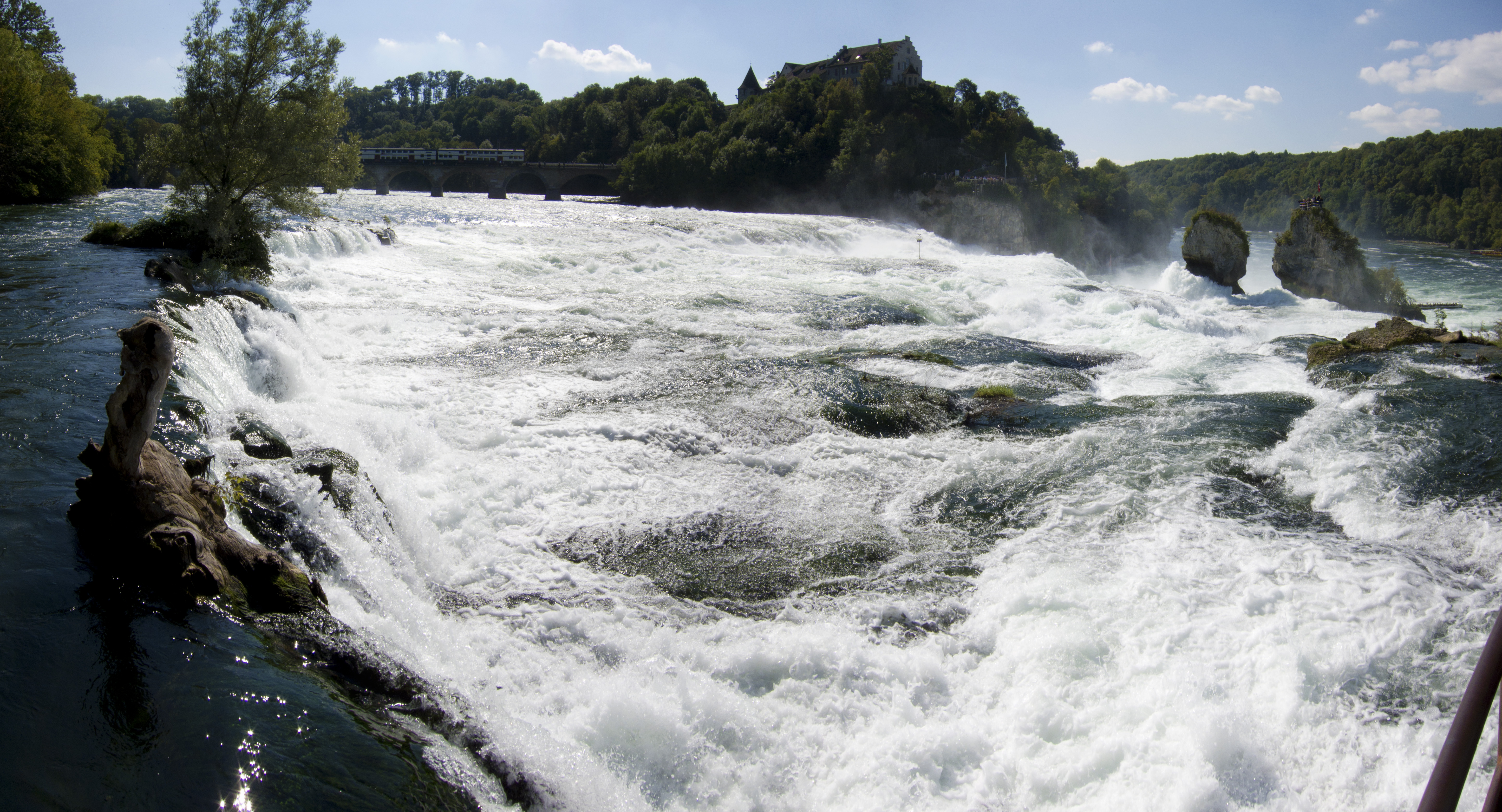
上流から
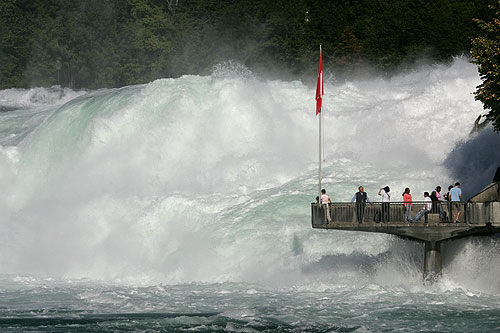
チューリッヒ側の展望デッキ
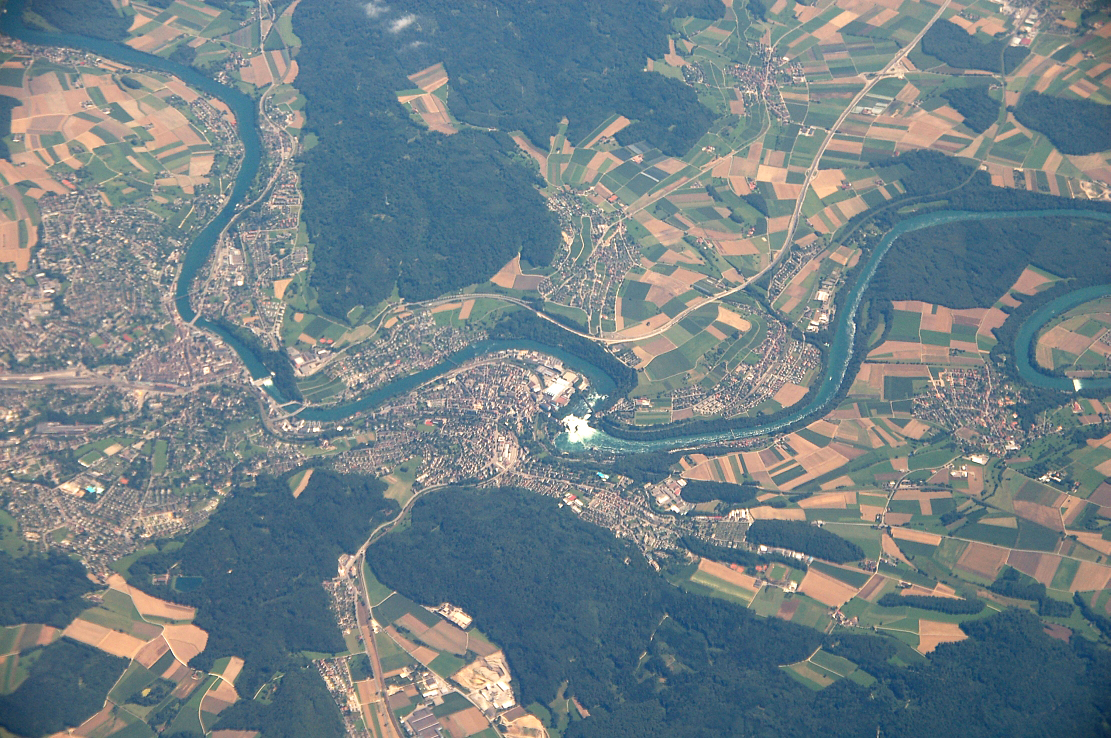
北西からの空中写真（中央にライン滝、右上が下流）
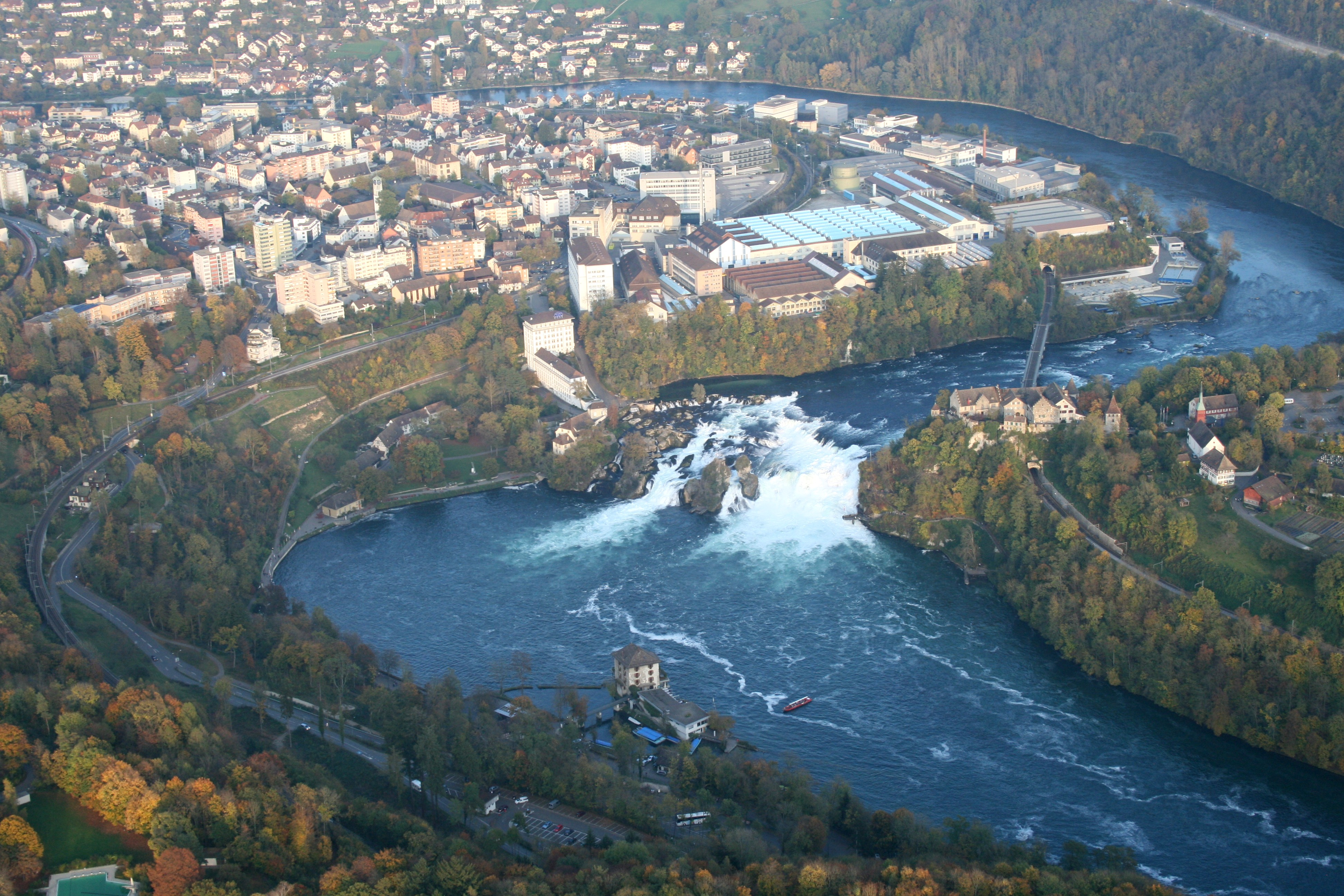
周辺環境
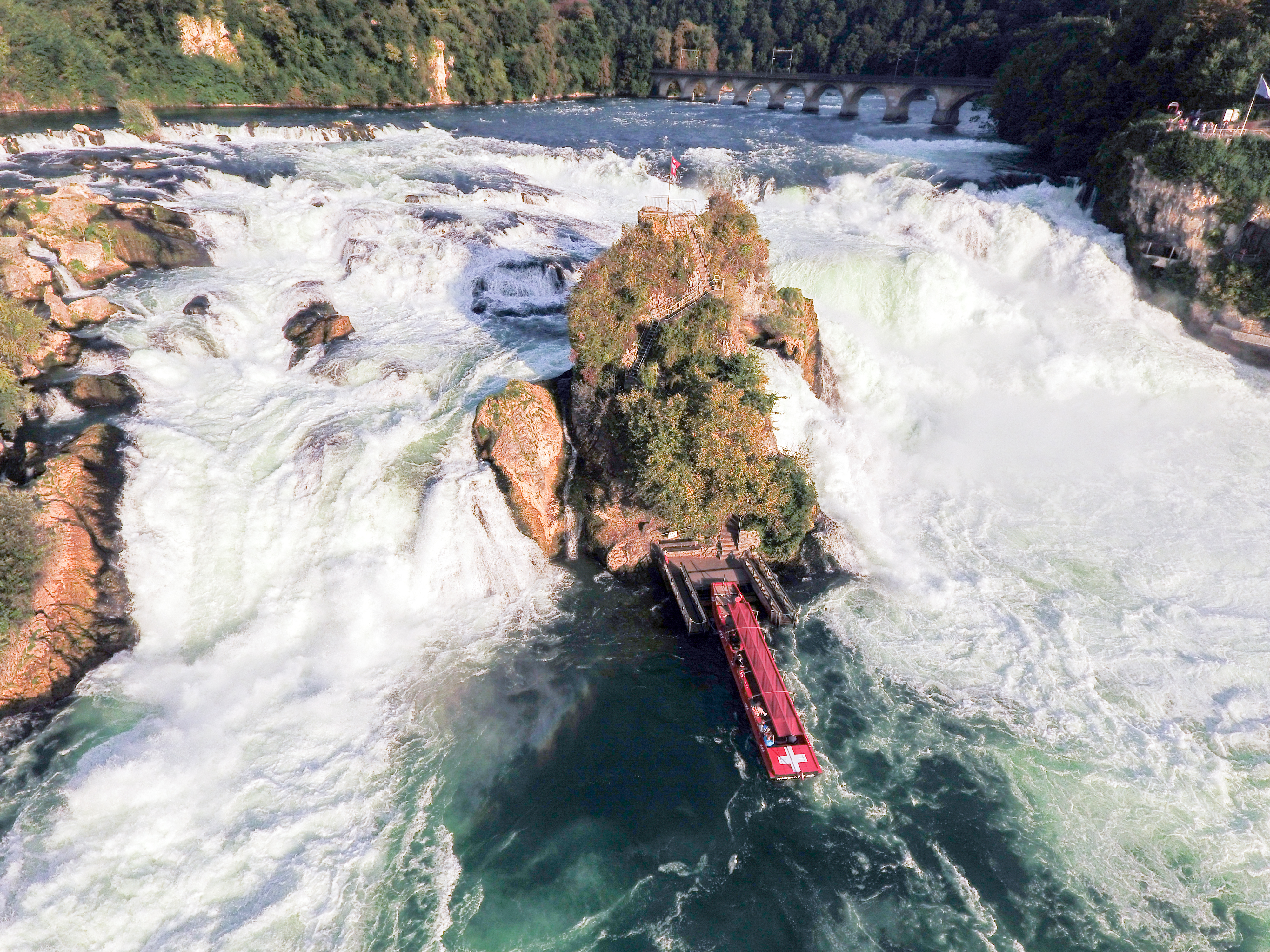
中央の岩は展望台になっていて観光船で上陸することができる
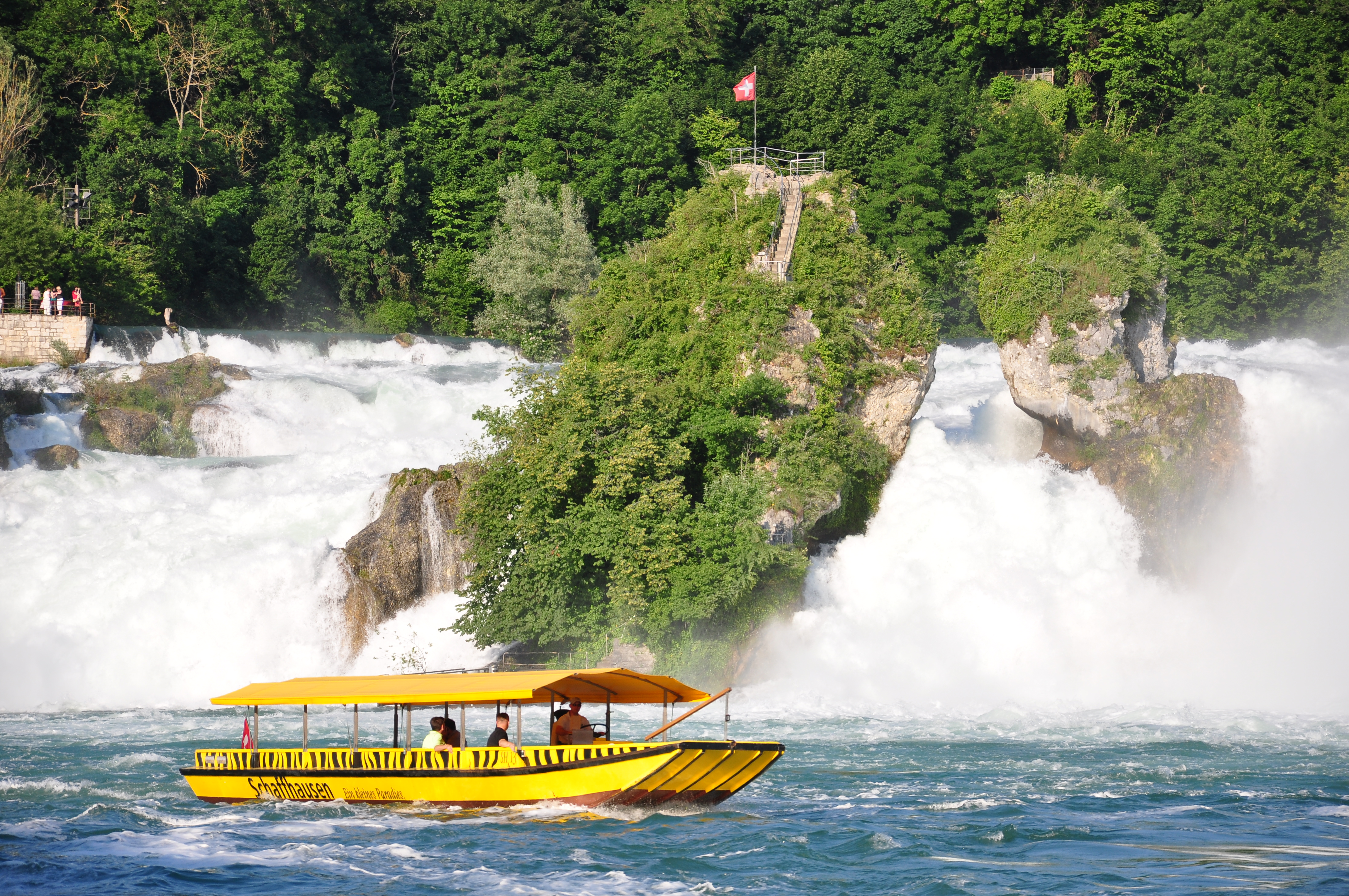
岩と観光船
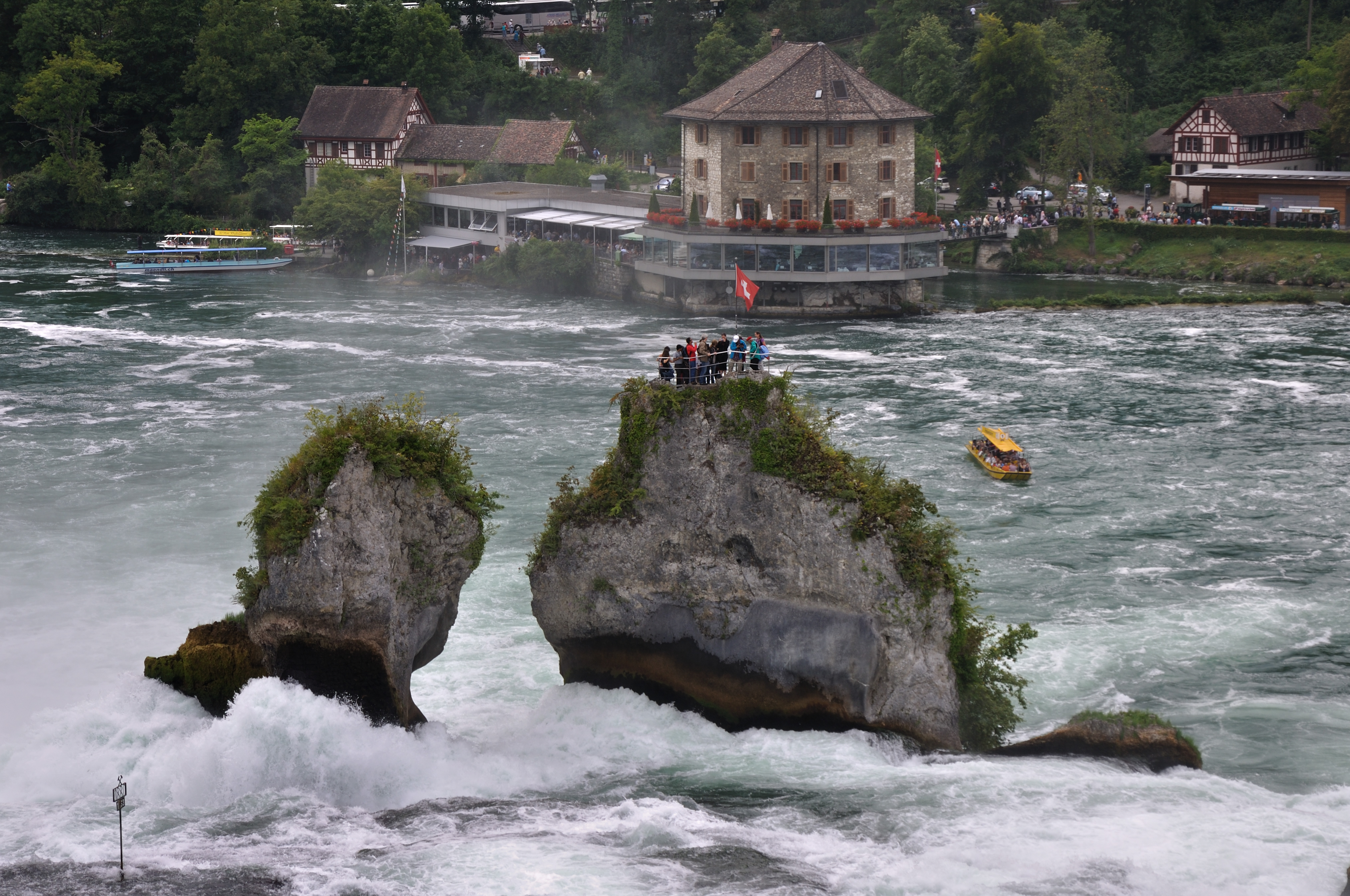
上流から見た岩とヴェルト城（英語版）

## その他
1988年に公開された日本・スイス合作映画『アナザー・ウェイ ―D機関情報―』（山下耕作監督作品。主演：役所広司）のロケ撮影地の一つとなった。